# Jean-Marc Mousson
Jean-Marc Samuel Isaac Mousson (* 17. Februar 1776 in Morges; † 21. Juni 1861 in Zürich; heimatberechtigt in Morges) war ein Schweizer Politiker und Beamter. Er war von 1803 bis 1830 der erste Bundeskanzler der Schweiz.

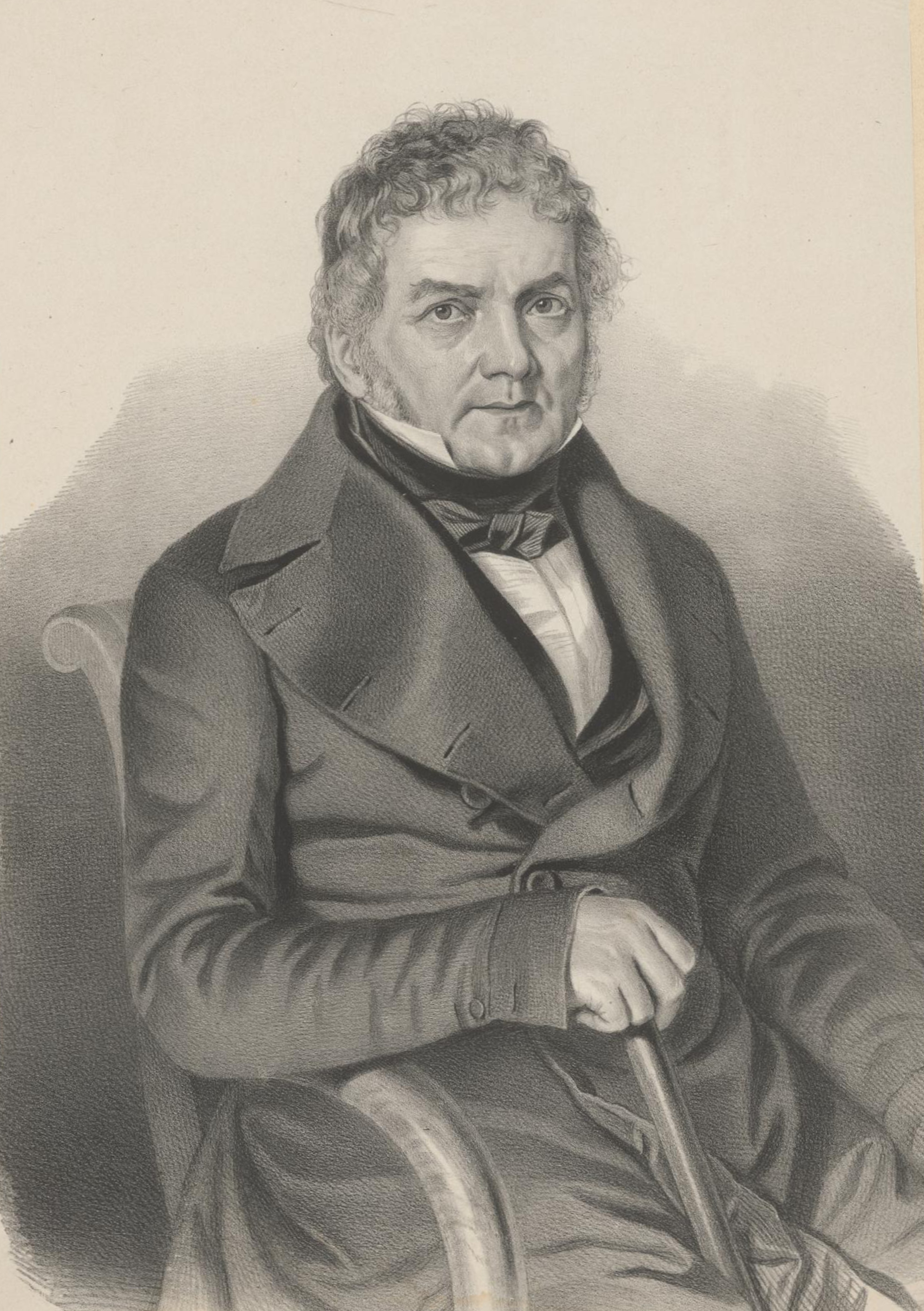
Lithografie von Carl Friedrich Irminger (~1850)

## Biografie
Der Nachfahre hugenottischer Flüchtlinge aus Le Mas-d’Azil in der französischen Grafschaft Foix und Sohn eines reformierten Pfarrers studierte Recht an der Akademie in Lausanne. Er setzte sein Studium an der Universität Tübingen fort und promovierte 1796. Nach dem Franzoseneinfall und dem damit verbundenen Ende der Berner Herrschaft nahm er im Januar 1798 als Abgeordneter von Bursins an der provisorischen Versammlung der «Lemanischen Republik» teil und war deren Sekretär.
Das Direktorium, die Regierung der Helvetischen Republik, ernannte Mousson im Juni 1798 zum Generalsekretär. Louis d’Affry, der erste Landammann der Schweiz, berief ihn im Frühjahr 1803 zu seinem Privatsekretär. Im Juli desselben Jahres erfolgte durch die Tagsatzung die Wahl zum Bundeskanzler. Mousson war massgeblich für den Aufbau der Bundeskanzlei, der ältesten ständigen Bundesbehörde der Schweiz, verantwortlich. Diese musste zu Beginn jährlich mitsamt Archiv in den jeweiligen Vorort der Tagsatzung umziehen, ab 1815 nur noch alle zwei Jahre.
Angesichts der ständigen Wechsel von Vorort und Landammann bzw. Tagsatzungspräsident sorgte Mousson für Kontinuität und war für ausländische Gesandte einer der wichtigsten Ansprechpartner. 1815 wurde er mit dem ungarischen Stephansorden geehrt, 1817 mit dem preussischen Roten Adlerorden. Die Stadt Zürich verlieh ihm 1816 das Ehrenbürgerrecht, ebenso 1821 die Stadt Bern. Das Amt des Kanzlers übte Mousson bis 1830 aus. 1833/34 war er im Schiedsgericht, das die Basler Kantonstrennung juristisch regelte, nochmals als Schreiber tätig.